# Agelastica lineata
Agelastica lineata es una especie de coleóptero de la familia Chrysomelidae. Fue descrita en 1888 por Blackburn.